# Porasilus cerdai
Porasilus cerdai là một loài ruồi trong họ Asilidae. Porasilus cerdai được Tomasovic miêu tả năm 2002. Loài này phân bố ở vùng Tân nhiệt đới.